# Сисягин, Павел Николаевич
Павел Николаевич Сисягин (25 марта 1947 — 20 июля 2025) — российский учёный в области ветеринарной микробиологии, вирусологии, эпизоотологии и иммунологии, член-корреспондент РАСХН (2001), член-корреспондент РАН (2014).

## Биография
Родился 25 марта 1947 года в д. Костино Сокольского района Ивановской области. Окончил Ивановский СХИ (1971).
Во Всесоюзном н.-и. ящурном институте: аспирант (1971—1972, 1973—1975), научный сотрудник (1975—1978).
В Научно-исследовательском ветеринарном институте Нечернозёмной зоны РФ: старший научный сотрудник (1978—1979), зам. директора (1979—1993), директор (с 1993).
Доктор ветеринарных наук (1990), профессор (2000), член-корреспондент РАСХН (2001), член-корреспондент РАН (2014).
Руководитель и непосредственный участник разработки препаратов для профилактики и лечения желудочно-кишечных и респираторных болезней телят (сульфагин, сульфатетрин, фуразол и др.).

## Награды и звания
Заслуженный изобретатель Российской Федерации (1992) (получил 105 авторских свидетельств и патентов на изобретения). Награждён орденами «Знак Почёта» (1986), Дружбы (2003).

## Публикации
- Записная книжка ветеринарного специалиста / соавт.: В. В. Сочнев и др. — 2-е изд., с изм. и доп. — Чебоксары: Чуваш. кн. изд-во, 1992. — 175 с.
- Концепция научного обеспечения ветеринарной медицины Северо-Восточного региона Нечернозем зоны РФ / соавт.: Р. Е. Ким и др.; РАСХН, Сев.-Вост. науч.-метод. центр, Н.-и. вет. ин-т Нечернозем. зоны РФ. — Киров, 1999. — 25 с.
- Новые методы исследования возбудителей антропозоонозов. Туберкулез: метод. рекомендации / ГНУ Н.-и. вет. ин-т Нечернозем. зоны РФ; и др. — М., 2005. — 48 с.
- Технология лечебно-профилактической защиты от массовых желудочно-кишечных и респираторных болезней телят: рекомендации / ГНУ Н.-и. вет. ин-т Нечернозем. зоны РФ. — Н. Новгород: Юнион Принт, 2009. — 29 с.
- Система лечебно-профилактических мероприятий при желудочно-кишечных болезнях телят / соавт.: В. В. Исаев, З. Я. Косорлукова; ГНУ Н.-и. вет. ин-т Нечернозем. зоны РФ. — Н.Новгород, 2010. — 30 с.